# Lampria cilipes
Lampria cilipes är en tvåvingeart som beskrevs av Walker 1857. Lampria cilipes ingår i släktet Lampria och familjen rovflugor. Inga underarter finns listade i Catalogue of Life.